# Тарих-и арба улус
«Тарих-и арба улус» (перс. تاريخ اربع الوس‎ — «История четырёх улусов») или «Улус-и арба-йи Чингизи» (الوس اربعه چنكيزى — «Четыре улуса Чингизидов») — историческое сочинение на персидском языке, приписываемое Улугбеку.
По мнению историка Бурибая Ахмедова, «Тарих-и арба улус» написан несколькими неизвестными авторами под руководством внука Тамерлана Улугбека не позднее 1425 года. В полном виде это сочинение до наших дней не дошло. Известны четыре списка сокращённой редакции «Истории четырёх улусов». Английский востоковед Уильям Майлз (William Miles), первым из европейцев изучил и издал в 1838 году перевод «Тарих-и арба улус» на английский язык под названием «Шаджарат ал-атрак» («Генеалогия тюрков»). Ахмедов посчитал присвоение этому труду такого названия необоснованным. В 1993 году был выполнен перевод «Тарих-и арба улус» на узбекский язык (узб. «To'rt ulus tarixi», авторы: Б. Ахмедов, М. Хасани и Н. Наркулов).